# Détente sèche
La détente sèche désigne l'amplitude d'un saut vertical effectué sans élan. Un pas d'élan peut être toléré à condition qu'un des deux appuis au sol reste fixe. On mesure généralement la détente sèche en calculant la différence entre la hauteur que peut atteindre la main du sauteur – debout, bras tendu vers le haut, pieds au sol – et la hauteur qu'il peut atteindre avec cette même main au maximum de son saut.
Le terme de détente sèche est souvent évoqué dans certains sports où l'explosivité au moment du saut est requise, notamment au basket-ball, volley-ball, handball, saut à ski, parkour ou dans les disciplines de saut pratiquées en athlétisme.